# Impromptu núm. 2 (Chopin)
L'Impromptu núm. 2 en fa sostingut major, op. 36 de Frédéric Chopin és una obra per a piano composta l'any 1839 i publicat l'any següent, 1840. La melodia en dolcissimo transcorre durant tota la peça i no té la tonalitat definida.
L'Impromptu comença amb un acord a l'estil d'un nocturn. L'obra està escrita en la poc habitual tonalitat de fa sostingut major, emprada en molt poques composicions del romanticisme. Alguns exemples els trobem en la Sonata per a piano núm. 24 dedicada a Thérèse von Brunswick, de Ludwig van Beethoven i la Barcarola del mateix Chopin. És un Andantino en què la primera secció és molt tranquil·la, lírica, expressiva, mentre que la segona secció és més animada, en un marcat contrast. El pas d'una secció a altra es fa mitjançant un passatge de transició, en crescendo, que desemboca en el nou àmbit expressiu en la brillant tonalitat de re major. Al final, l'obra retorna a la tranquil·litat inicial.